# Inodrillia avira
Inodrillia avira é uma espécie de gastrópode do gênero Inodrillia, pertencente a família Horaiclavidae.